# Festival interceltique de Lorient 1975
La 5e édition du Festival interceltique des Cornemuses de Lorient se déroule du 3 au 10 août 1975.
Il accueille des musiciens venus d'Irlande, Ecosse, pays de Galles, Cornouailles, Bretagne et l'île de Man.
Parmi les nombreuses manifestations, on trouve notamment : 
- La finale du Championnat national des bagadoù au Parc du Moustoir. Le Bagad Kemper remporte le titre de champion de Bretagne[3].
- Le « Triomphe des cornemuses » et la soirée interceltique au Parc du Moustoir, avec palmarès et parade des bagadoù ayant participé au championnat.
- Le « Triomphe des sonneurs », défilé dans rues de Lorient.
- Baleadenn Veur, le grand défilé folklorique des bagadoù, cercles celtiques et délégations venues d'Ecosse et du pays de Galles à travers les rues de la ville (2 500 participants).
- Soirée Bretagne et pays de Galles au Palais des Congrès avec Serge Kerval, Claude Besson, Daniel Le Tonquèze, le Bagad Bleimor et la chorale Cortelyn Teilo.
- Soirée Irlande avec The Bothy Band, Ceoltóirí an Cathair Luimni et le Fintan Lawlor Pipe Band.
- Soirée Ecosse au Palais des Congrès.
- « Festival interceltique » au Parc du Moustoir avec le Bagad Kemper, les Danserien Glazik et des pipe bands.
- « Fest Noz Vraz » place de l'Hôtel de Ville et au Palais des Congrès.
- Friko Kol (potée bretonne et cabaret breton) au Palais des Congrès avec Djiboudjep ou les frères Pennec.
- Messe en breton à l'église Saint-Louis.
- « Fête du poisson » du port de pêche avec feu d'artifice et « Cotriade monstre » sous la criée du port de pêche de Keroman.
- Concours des écaillers place d'Alsace-Lorraine.
- Tournoi de lutte bretonne au jardin du Faouëdic.
- Soirée sportive (cyclisme et football) au Parc des Sports. L'équipe du FC Lorient reçoit celle de Sochaux.
- Tournois de bridge et de tennis.
- Expositions de costumes bretons et sur le vieux Lorient.
- Théâtre, cinéma et exposé sur les pays celtes.

## Document vidéo
- « 1975 Kevrenn Alre Défilé Festival Lorient .mpg », film amateur sur YouTube - durée : 0'15".